# Dungarpur
Dungarpur (Hindi: डूंगरपुर, Ḍūṅgarpur) ist eine Stadt mit knapp 48.000 Einwohnern (Zensus 2011) im indischen Bundesstaat Rajasthan. Sie ist Hauptstadt des gleichnamigen Distrikts.
Dungarpur, auch „Stadt der Hügel“ genannt, wurde im 13. Jh. gegründet und war Hauptstadt des früheren Fürstenstaates Dungarpur. Von der historischen Altstadt, von noch intakten Verteidigungsmauern umgeben, hoch auf einem Berg gelegen, sind nur noch archäologische Reste zu sehen, während die neue Stadt sich in den Tälern ausbreitet. Aufgrund ihrer zahlreichen blau gefärbten Hauser wird die Stadt oft mit der indischen Stadt Jodhpur verglichen.

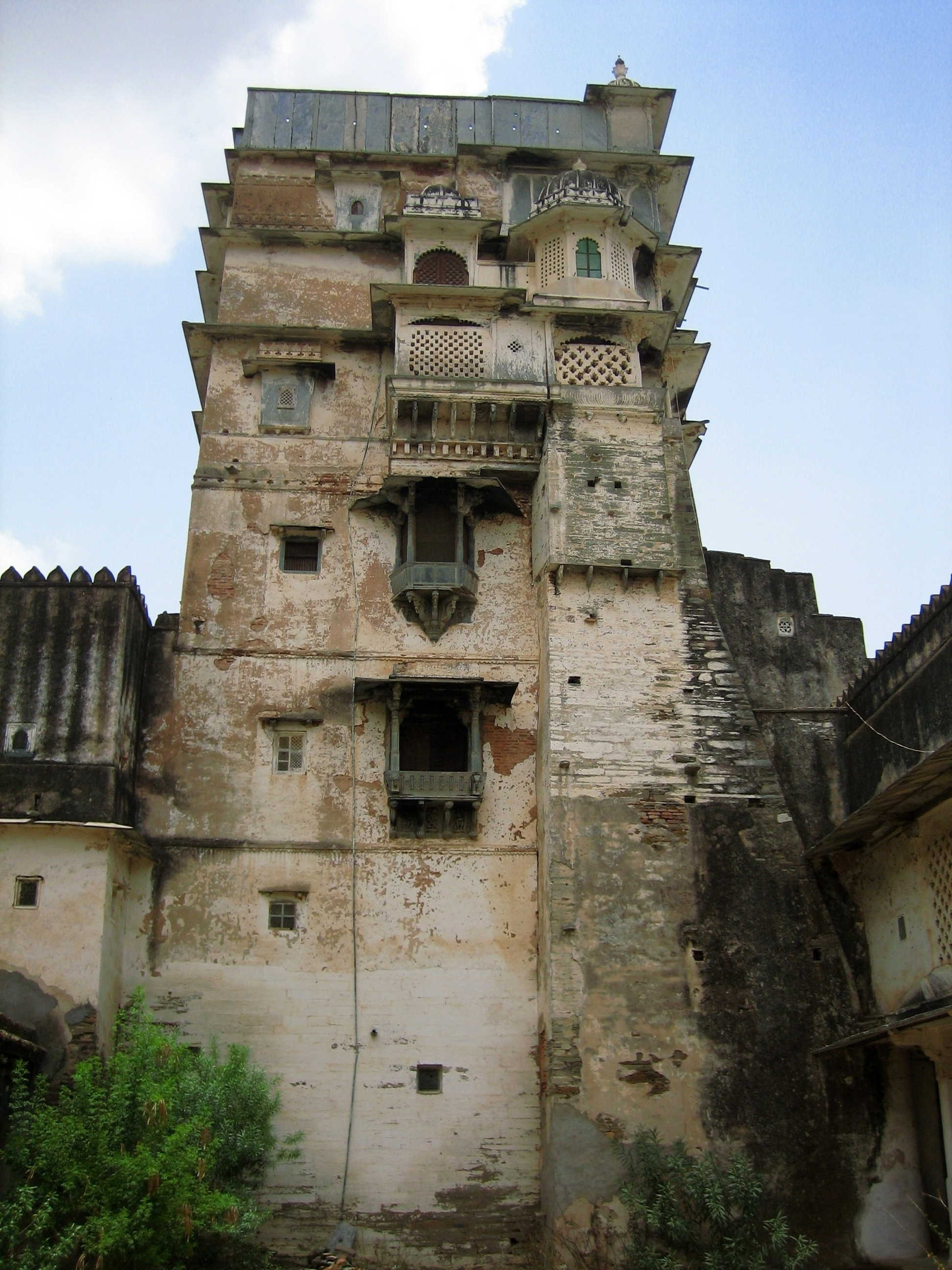
Haweli Juna Mahal

Sehenswert ist die Ruine des alten Maharaja-Palastes aus dem 14. Jahrhundert, der Haweli Juna Mahal mit seinen Wandmalereien. Der neuere Maharaja-Palast aus dem 19. Jh. wurde teilweise zu einem Hotel, Udai Bilas Palace, umfunktioniert und stellt mit seiner Lage am See selbst eine Sehenswürdigkeit des Ortes dar. Die Familie der früheren Maharajas wohnt noch in einem Flügel des Palastes.

## Söhne und Töchter der Stadt
- Nagendra Singh (1914–1988), Richter und Präsident des Internationalen Gerichtshofs